# Jean-Jacques Charpy
Pour les articles homonymes, voir Charpy.
Jean-Jacques Charpy, né en 1949, est un archéologue et conservateur honoraire du Musée Régional d’Archéologie et du Vin de Champagne qui s'est particulièrement intéressé aux peuples celtiques.

## Biographie
Il est actuellement secrétaire de la Revue celtique.

## Écrits
- In Bulletin de la Société préhistorique française  :
  - Redécouverte de la nécropole d’hypogées de Vert-la-Gravelle (Vert-Toulon)
  - « la Crayère » (Marne).
- Les Celtes dans la Marne, exposition, éditeur : Epernay : Conseil Général de la Marne, [2001].

- In Revue archéologique de Picardie :
  - Les pratiques funéraires en Champagne au Ve siècle avant J.-C.  1998
  - La question de la continuité ou de la discontinuité dans les nécropoles celtiques de la Champagne  2009 ;
  - Discussion. Thème : Les dépôts  (2009).
- Joseph de Baye de la Marne au Caucase catalogue d'exposition, éditeur : Châlons-en-Champagne : Conseil général de la Marne, 2013.
- Raphaëlle Chossenot, dir. La Marne 51/1 et 51/2 Reims in Carte archéologique de la Gaule (CAG), éditeur : Paris : Académie des inscriptions et belles-lettres : Ministère de l'Educaton Nationale : Ministère de la Recherche : Ministère de la Culture et de la Communication : Maison des Sciences de l'Homme ; Châlons-en-Champagne : Département de la Marne, 2005.